# Benevello
Benevello ist eine Gemeinde in der italienischen Provinz Cuneo (CN), Region Piemont. 

## Lage und Einwohner
Benevello liegt 70 km nordöstlich von der Provinzhauptstadt Cuneo in der Weinregion Alta Langa. Das Gemeindegebiet umfasst eine Fläche von 5,44 km² und hat 453 Einwohner (Stand 31. Dezember 2023). Zur Gemeinde zählen auch die zwei Fraktionen (Frazioni) Manera und Bricco.
Die Nachbargemeinden sind Alba, Borgomale, Diano d’Alba, Lequio Berria und Rodello.

## Geschichte

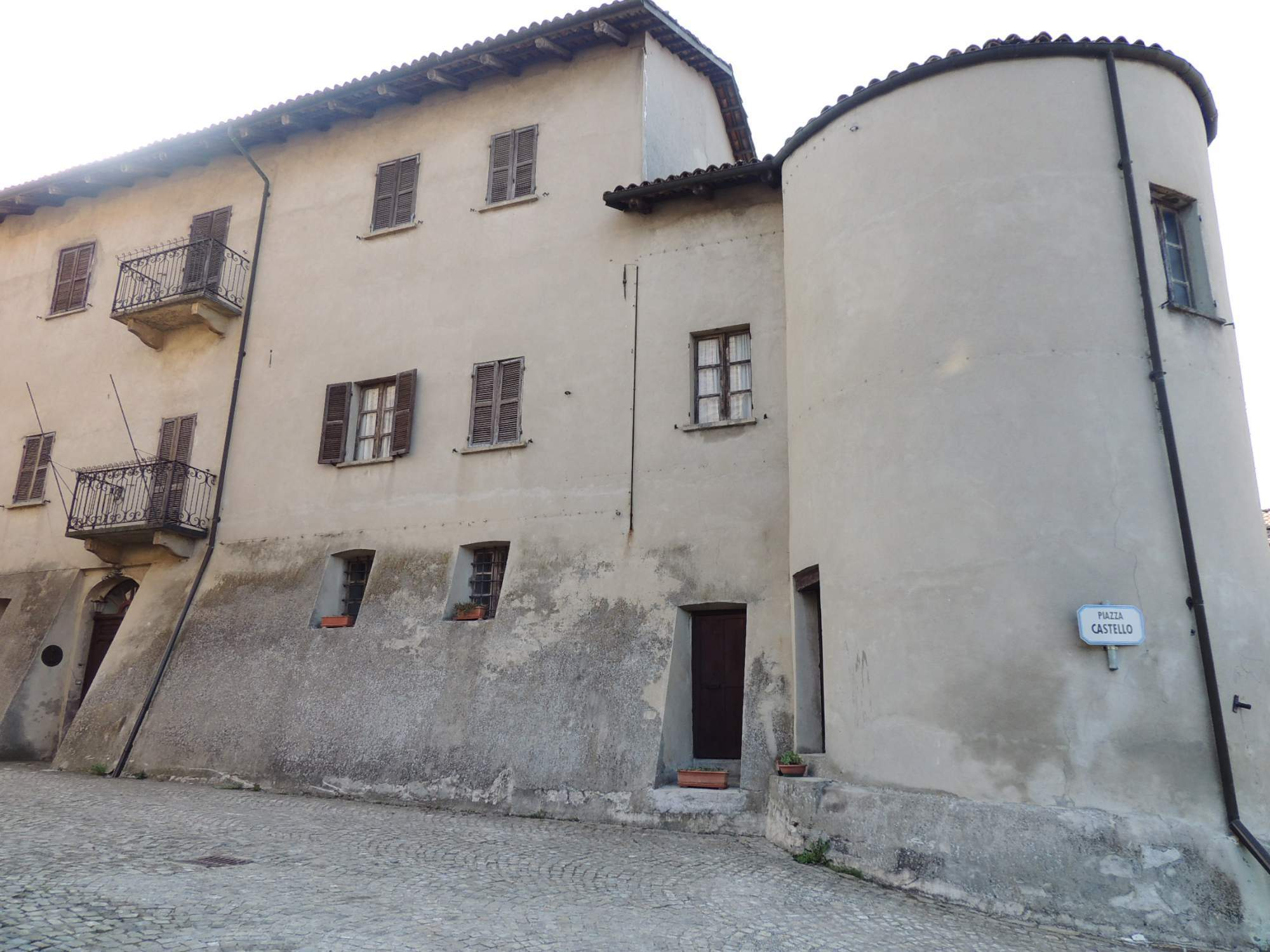
Das Schloss von Benevello

In einer Urkunde aus der ersten Hälfte des 13. Jahrhunderts wird der Ort als „Benevellus“ erwähnt, stammt der Ortsname wahrscheinlich vom lateinischen Personennamen BENEVELLUS ab, der wiederum von BENEVOLUS abgeleitet ist. Die historischen Ereignisse des Dorfes können leicht mit denen der Gemeinden in der Gegend verglichen werden, die unter der Herrschaft von Feudalherren in ständigen Streitigkeiten untereinander standen. Für eine gewisse Zeit unterstand es der Gerichtsbarkeit von Liutprand, dem König der Langobarden, und wurde dann mit dem Vertrag von Cherasco Teil der Herrschaftsgebiete von Vittorio Amedeo I. von Savoyen.

## Sehenswürdigkeiten
- Das Schloss, aus dem 14. Jahrhundert wurde mehrfach renoviert.
- Die Pfarrkirche San Pietro.[3]
- Landkapelle Madonna di Langa auf einem Hügel stehend.

## Weinbau
Bei Benevello wird in beschränktem Maße Weinbau betrieben. Die Beeren der Rebsorten Spätburgunder und/oder Chardonnay dürfen zum Schaumwein Alta Langa verarbeitet werden.